# O Nome da Rosa
O Nome da Rosa (em italiano:  Il nome della rosa) é um romance histórico do escritor italiano Umberto Eco (1932–2016), lançado em 1980, que o tornou conhecido mundialmente.
Em 1981, esta obra ganhou o Premio Strega.
Em 1986, foi adaptado ao cinema dirigida por Jean-Jacques Annaud.

## Título
Muita atenção tem sido dada para o mistério sobre a que o título do romance se refere. Na verdade, Eco afirmou que sua intenção era encontrar um "título que dá liberdade de interpretação ao leitor". Em uma outra versão da história, quando ele tinha acabado de escrever o romance, Eco apressadamente sugeriu dez nomes e pediu a alguns de seus amigos para escolher um, eles então escolheram O Nome da Rosa. Sugeriu-se que Eco tenha se inspirado nas referências de Borges, que disse: "[…] quem viu o Zahir pronto verá uma rosa: o Zahir é a sombra da rosa e o rasgo do Velo". "O nome da rosa" era uma expressão usada na Idade Média para denotar o infinito poder das palavras.

## Sinopse
Itália,1327. O frei Guilherme de Baskerville recebe a missão de investigar a ocorrência de heresias em um mosteiro beneditino. Porém a morte de sete monges em sete dias, em circunstâncias insólitas, muda o rumo da investigação. Primeiro romance do autor, publicado em 1980 tornou-se um sucesso de vendas, fazendo com que o italiano, conceituado professor de semiótica, alcançasse prestigio internacional como romancista. Marcada pela ironia de Eco, a narrativa é repleta de mistérios com símbolos secretos e manuscritos codificados.
Eco retratou um episódio fictício, que ocorre durante a Idade Média, em que o riso é dado como proibido. O enredo d'O Nome da Rosa gira em torno das investigações de uma série de crimes misteriosos, cometidos dentro de uma abadia medieval. Com ares de Sherlock Holmes, o investigador, o frade franciscano Guilherme de Baskerville, assessorado pelo noviço Adso de Melk, vai a fundo em suas investigações, apesar da resistência de alguns dos religiosos do local. Até que então desvenda as causas dos crimes, estando ligadas à manutenção de uma biblioteca que mantém em segredo obras apócrifas, obras que não seriam aceitas em consenso pela igreja cristã da Idade Média, como é a obra risonha criada por Eco e atribuída romantescamente a Aristóteles. A aventura de Guilherme de Baskerville é desta forma uma aventura quase quixotesca.